# Luc Gagnon
Luc Gagnon (* 4. Januar 1973 in Québec) ist ein kanadischer Westernreiter.

## Werdegang
Mit 15 begann er Reining zu reiten und spezialisierte sich schon bald darauf. Er arbeitete bei François Gauthier und Tim McQuay, momentan ist er Cheftrainer auf einer Ranch in Gainesville (Texas).
Bei den Weltmeisterschaften 2006 in Aachen gewann er im Reining auf Lil Santana Mannschafts-Silber zusammen mit der kanadischen Equipe, bestehend aus Duane Latimer, François Gauthier und Lance Griffin.

## Pferde (Auszug)
- Lil Santana, Vater: Lil Ruf Peppy
- Whiz Jewels
- Colonels Lil Gun